# Ventilantrieb
Als Ventilantrieb wird der Antrieb bezeichnet, mit dem ein Stellventil maschinell betätigt werden kann. Man unterscheidet zwischen elektrischen und pneumatischen Antrieben. Der Ventilantrieb verändert die Position des Ventilkegels und damit den Durchfluss durch das Ventil. Beim elektrischen 3-Punkt-Antrieb und dem elektrischen stetigen Antrieb wird die Bewegung der Ventilspindel durch einen elektrischen Motor erzeugt, der über ein Schraubengetriebe die Drehbewegung des Motors in eine Hubbewegung umsetzt. Der Ventilantrieb wird direkt auf das Oberteil des Ventils montiert. Dort befindet sich auch die Ventilspindel, die mit dem Antrieb verbunden wird.

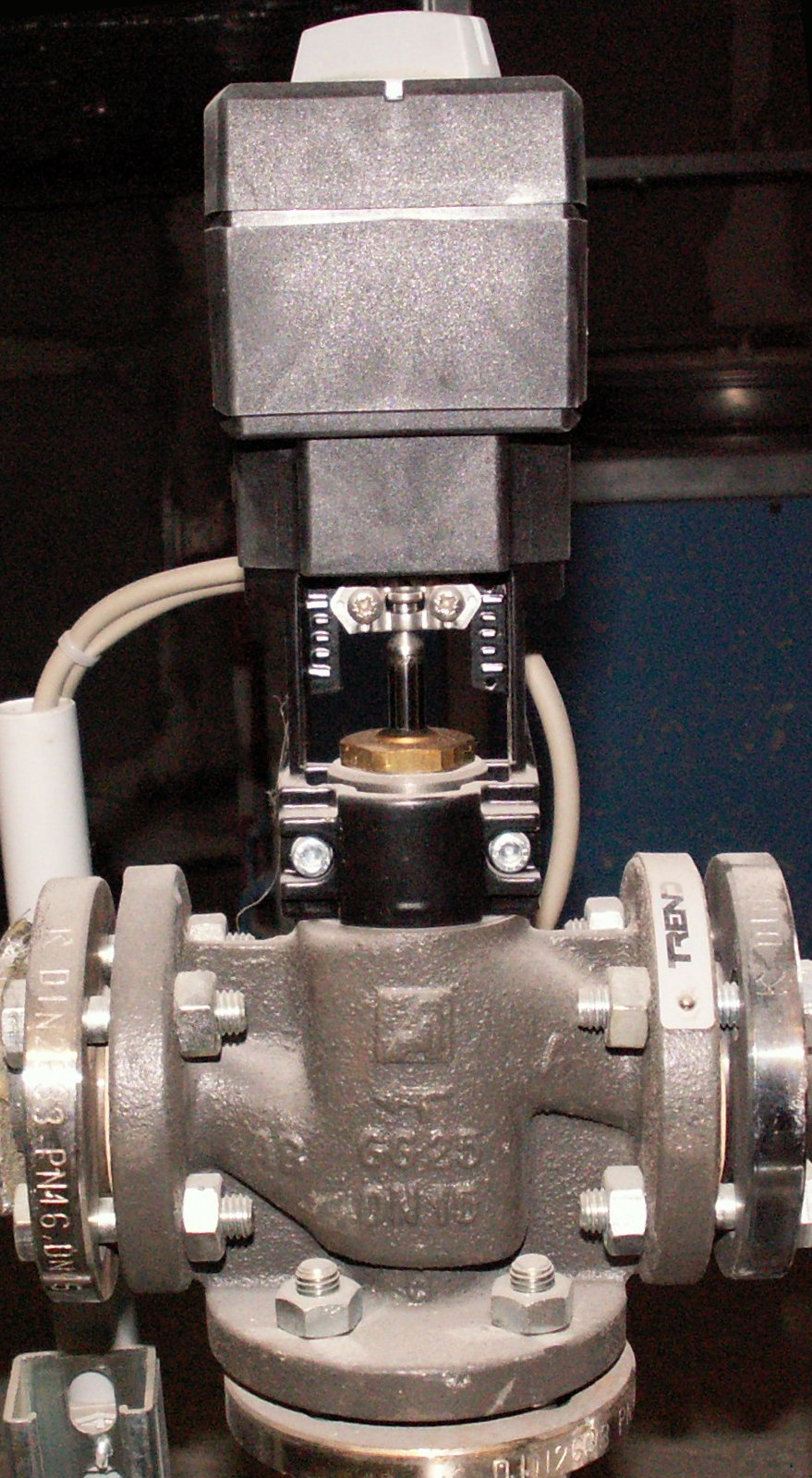
3-Wegeventil mit stetigem Ventilantrieb

## Bauarten

### 3-Punkt-Antrieb
Das Ventil wird über zwei elektrische Anschlüsse angesteuert, die den Motor direkt antreiben. Wird der AUF-Anschluss angesteuert, wird das Ventil durch den Motor aufgefahren. Mit dem ZU-Anschluss wird das Ventil mit dem Motor zugefahren. Wird keiner der Anschlüsse betätigt, ruht das Ventil in seiner momentanen Stellung. Die Stellung des Ventils wird über die Laufzeit des Ventils, über ein Potentiometer oder über die Wegimpulse eines Hallsensors ermittelt. Als Laufzeit wird die Zeit bezeichnet, die der Ventilantrieb braucht, um das Ventil von der Endstellung ZU zur Endstellung AUF zu fahren. Die Laufzeit muss in den jeweiligen Regler (DDC-GA-Komponente) eingetragen werden, damit dieser mit dem Ventil arbeiten kann. Die Laufzeit beträgt bei Ventilen in der Heizungstechnik in der Regel ca. 60 bis 180 s.
Unter Umständen störungsanfällig, da nach einiger Zeit die momentane Position nicht mehr exakt festgestellt werden kann. Oft werden zur Stellungsrückmeldung Potentiometer eingesetzt, die naturgemäß verschleißen und so häufige Fehlerquellen sind. Vorteilhafter sind berührungslos inkremental arbeitende und somit verschleißfreie Hall-Sensoren, wie sie in einigen modernen Antrieben verwendet werden.

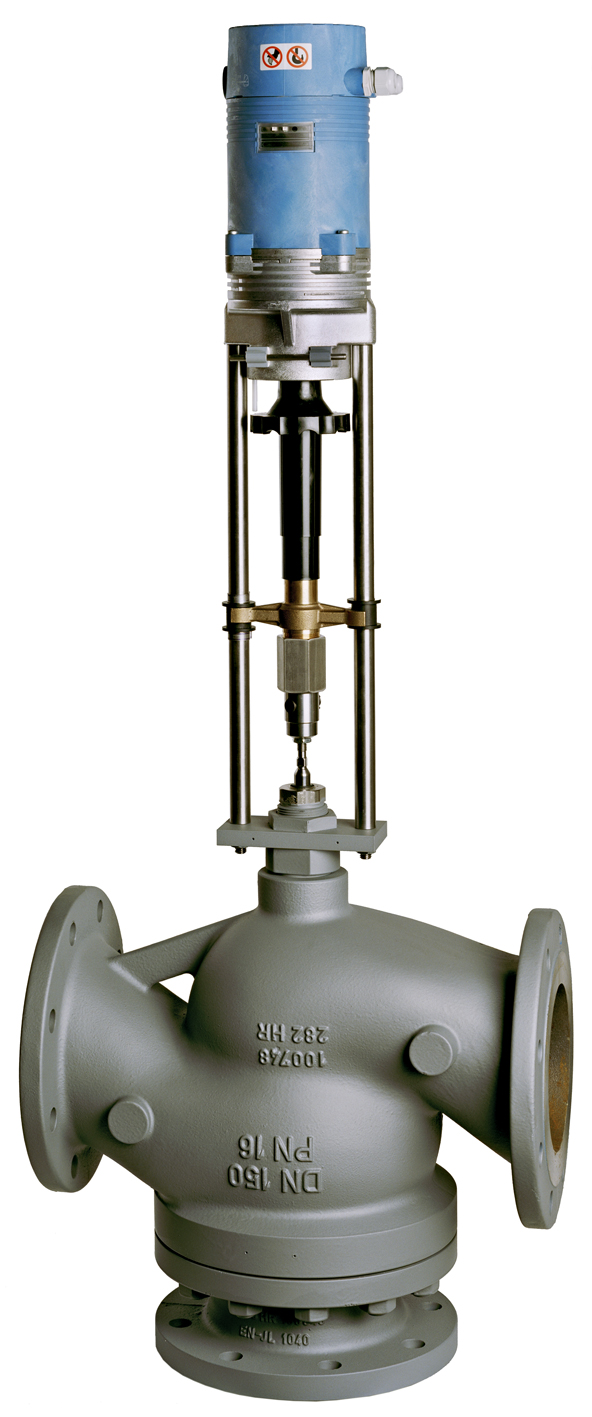
Mikrocontroller gesteuerter Antrieb MC1503 (stetig & 3-Punkt, Stellkraft 15 kN) auf Ventil DN150

### Stetiger Antrieb
Das Ventil wird über die Betriebsspannung und ein stetiges analoges Stellsignal 0...10 V, 0...20 mA oder 4...20 mA ("live zero") angesteuert. Dabei entspricht der analoge Wert (angelegte Spannung oder Strom) der jeweiligen Ventilöffnung. Die Öffnung des Ventils erfolgt stufenlos.
| Spannung | Strom  |  | Ventilöffnung |
| -------- | ------ |  | ------------- |
| 0 V      | 4,0 mA |  | 0 %           |
| 1 V      | 5,6 mA |  | 10 %          |
| 2 V      | 7,2 mA |  | 20 %          |
| ....     | ....   |  | ....          |
| 10 V     | 20 mA  |  | 100 %         |

Das analoge Signal im Antrieb wird durch einen Motor in die exakte Stellung umgesetzt. Dieser wiederum wird durch die im Antrieb integrierte Elektronik angesteuert.
Im industriellen Einsatzbereich verwendet man in der Regel Stromsignale 4...20 mA. Die Untergrenze von 4 mA für die Ventilstellung 0 % ermöglicht das schnelle Erkennen einer eventuellen Unterbrechung des Steuersignals bei einem Anlagendefekt. In der Gebäudetechnik verwendet man meist Spannungssignale 0...10 V.
- Vorteil: problemlos regelbar
- Nachteil: höherer Preis durch die integrierte Elektronik

Moderne Mikrocontroller-gesteuerte Antriebe sind so aufgebaut, dass sie gleichermaßen für 3-Punkt wie für stetige Eingangssignale geeignet sind und zusätzliche Features wie einstellbare Geschwindigkeit, Hysterese, Blockiererkennung des Ventilkegels usw. bieten.

### Elektrothermischer Antrieb (pseudo-stetig)
Ein elektrisch beheiztes Aktorelement (z. B. Formgedächtnisaktor) wirkt unmittelbar auf den Ventilstößel. Die Ventilöffnung wird durch das Tastverhältnis der Ansteuerung bestimmt (Pulsweitenmodulation).
- Vorteil: sehr niedriger Preis, geräuschlos
- Nachteil: eventuell eingeschränkter zulässiger Umgebungstemperaturbereich

### Magnetventil
Neben den beiden Zuständen AUF und ZU können bei Magnetventilen mit eingebauter Feder mit definierter Federkonstanten auch Zwischenzustände realisiert werden. So wird durch Stromansteuerung eine variable Positionierung des Ankers ermöglicht, der so zu einer variablen Stellung und somit Regelung des Durchflusses führt.

### Pneumatischer Antrieb
Pneumatische Membranantriebe basieren auf einer völlig anderen Funktionsweise als die oben beschriebenen elektrischen Antriebe. Eine mit der Ventilspindel gekoppelte Membran wird über extern zugeführte Druckluft bewegt. Die exakte Position wird über einen Stellungsregler erreicht, der die Druckluftzufuhr regelt. Die Stellkraft von pneumatischen Membranantrieben hängt ab von deren Membranfläche sowie vom Druck der verwendeten Druckluft. Üblich sind Membranflächen von ca. 80 cm² bis zu ca. 2.800 cm².
Pneumatische Antriebe haben den Vorteil, sehr schnell betätigt werden zu können und hohe Stellkräfte erreichen zu können. Weiter sind sie meist unkritisch im Bereich explosionsgefährdeter Umgebungen, im Außeneinsatz und bei niedrigen Temperaturen. Nachteilig sind die große Bauform und die Notwendigkeit einer externen Druckluftversorgung, die eine entsprechende Infrastruktur voraussetzt. Dementsprechend werden sie fast ausschließlich im industriellen Bereich sowie in Kraftwerken eingesetzt, nicht jedoch im Bereich der Gebäudetechnik.

### Tragbarer Antrieb (pneumatisch, mit Akkubetrieb, mit Benzinmotor)
Für Handradventile oder Unterflurventile mit 4-Kant für Schieberschlüssel gibt es auch tragbare Ventilantriebe bis 800 Nm Drehmoment. Bei Handrädern erfolgt je nach Form und Speichenanzahl des Handrades die Adaption des Ventilantriebes mit einem selbstzentrierenden Sicherheitsadapter oder mit Speichengreifern für Handräder in kegelförmiger Ausführung. Es sind auch fest montierte Handradadapter möglich. Unterschiedliche Optionen wie Winkelantrieb, Umdrehungszähler oder Drehmomentbegrenzer sind möglich. Drehmomentstützen mit Sicherheitsleinen sichern das Bedienpersonal. Diverse Verlängerungen und Adapter ermöglichen die Bedienung aus größerem Abstand.
- Benzinmotor angetrieben: Mit 4-Takt Motor je nach Übersetzung bis 700 Nm
- Mit Pneumatikmotor angetrieben: ATEX-Konforme Ausführungen für explosionsgefährdete Umgebung bis 700 Nm
- Mit Akkubetrieb

Vorteile:
- Sichere Bedienung ohne körperlichen Kraftaufwand, der Bediener kann z. B. den Straßenverkehr beobachten.
- Erhöhung der Arbeitsgeschwindigkeit (teilweise nur 1/10 der Ventilbedienung nur mit Muskelkraft)
- Verringerung der Aufenthaltszeit am Ventil (Straßenverkehr, chemische Anlagen)
- Drehmomentbegrenzung möglich, damit kann ein Ventil nicht beschädigt werden.
- Genaues Zählen der Umdrehungen für Teilöffnungen
- Optionale Verlängerungen erhöhen den Sicherheitsabstand z. B. bei gefährlichen Stoffen.
- Druckluftantriebe nach ATEX für explosionsgefährdende Umgebung

Nachteile
- Investitionskosten für den Ventilantrieb

## Antrieb mit Sicherheitsfunktion
Zur Sicherstellung einer definierten Ventilstellung bei Ausfall der Steuerenergie (insbesondere bei elektrischen Antrieben) verfügen Notstellantriebe über einen mechanischen Energiespeicher, z. B. eine Feder, die für sicheres Schließen oder Öffnen des Ventils sorgt. Diese Antriebe werden in Zusammenhang mit passenden Ventilen nach DIN EN 14597 typgeprüft (Ersatz für die alte Norm DIN 32730).

## Anwendung
Ventilantriebe werden genutzt, um Ventile maschinell zu betätigen. Das Signal wird durch die Regelung (Kompaktregler, DDC-GA-Komponente oder Prozessleitsystem) der Anlage erzeugt. Mit dem durch das Ventil veränderten Durchfluss von Flüssigkeiten wird gleichzeitig die Menge der Wärme bzw. Kälte reguliert. Die Wahl der Ventilantriebe in der Praxis erfolgt durch das Einsatzfeld und das eingebaute Ventil, da die Befestigung, der Hub und auch die notwendige Kraft des Ventilantriebes variieren. Die Stellkräfte von elektrischen Ventilantrieben für übliche Anwendungen im Bereich von Heizungs- und Klimaanwendungen sowie im industriellen Bereich reichen von wenigen Hundert N bis über 25 kN, pneumatische Antriebe erreichen ca. 40 kN, hydraulische Antriebe weit über 500 kN.